# Araeopteron obliquifasciata
Araeopteron obliquifasciata är en fjärilsart som beskrevs av Joannis 1910. Araeopteron obliquifasciata ingår i släktet Araeopteron och familjen nattflyn. Inga underarter finns listade i Catalogue of Life.